# المركب الرياضي بخريبكة
المركب الرياضي بخريبكة أو ملعب الفوسفاط هو ملعب موجود بمدينة خريبكة في المغرب يحتضن مباريات نادي أولمبيك خريبكة، والتي تشتهر باستخراج الفوسفاط وتصديرة، سعة الملعب 15000 مقعد، وكان قد تم إعداد أرضيته سنة 2009 بالعشب الطبيعي إضافة إلى توسعته من أجل زيادة عدد مقاعده، والجدير بالذكر أن الملعب يتوفر على العديد من المرافق الرياضية الأخرى.